# 佐々木襄
佐々木 襄（ささき じょう、1937年11月16日 - 2015年7月22日）は、日本の声楽家、歌手、ミュージカル俳優。本名は常田哲司（つねだ・てつじ）。

## 経歴
1937年11月16日、東京都大島町波浮出身。
1959年、東京芸術大学声楽科在学中にくすのせ堅志、舟田均、舟田勝とともにロイヤルナイツを結成。
のちに、ソロの声楽家、ミュージカル俳優として活動。東芝EMIよりレコードを発表している。
2015年7月22日、誤嚥性肺炎により死去。77歳没。

## ディスコグラフィー
- 漂泊のテーマ （サイボーグ009(1979年版)BGM,作曲：平尾昌晃、編曲：武市昌久）スキャット担当
- さすらいのパンガバチョ　（「とびだせ！パンポロリン」挿入歌。作詞：伊藤アキラ、作編曲:桜井順）
- クロダコ踊りPART2　（「とんでも戦士ムテキング」挿入歌。作詞 - 原征太郎、柳川茂 / 作曲・編曲 - はやしこば）「佐々木譲」名義。コーラスはこおろぎ'73。
- LP『ロシアの歌』(東芝EMI、TA-72124　(1985年))

## 出演作品

### ミュージカル
- アニーよ銃をとれ (1980年)[2]
- 屋根の上のヴァイオリン弾き (1981年、1982年)[2]
- オズの魔法使い (1983年)[2]

### テレビ
- おーい!はに丸 (星一おじさん)